# Јелена Исинбајева
Јелена Гаџијевна Исинбајева (рус. Елена Гаджиевна Исинбаева; Волгоград, 3. јун 1982) бивша је руска скакачица мотком. Двострука је олимпијска победница (2004. и 2008), трострука светска првакиња на отвореном, а четворострука у дворани и власница светског рекорда (на отвореном) и олимпијског рекорда. Због својих резултата сматра се највећом скакачицом мотком свих времена, иако је женски скок мотком млада дисциплина. Иако никад није пала на допинг-тесту, није могла наступити на Олимпијским играма 2016. у Рио де Жанеиру јер је комплетан руски атлетски тим (с изузетком Дарије Клишине) кажњен забрану такмичења због допинг програма ширих размера, потпомогнутог стране саме државе, чиме је изгубила прилику да се од атлетике опрости у великом стилу, освајањем олимпијске медаље. Повлачење је објавила у августу 2016. након што је изабрана на осмогодишњи мандат у Моковој атлетској комисији.
Девет пута освајала је златну медаљу на највећим такмичењима, а двапут је освојила џекпот у Златној лиги (2007. и 2009). Након лоших наступа на СП-има 2009. и 2010. повукла се из такмичења на годину дана.
Године 2005. постала је прва жена у историји с прескочених 5 метара. Тренутни светски рекорд (5,06 м) поставила је у Цириху у августу 2009. Њен светски рекорд у дворани (5,01 м) трајао је нешто више од 1 године и био је њен 28. светски рекорд у каријери. Дана 2. марта 2013. Џенифер Сур придружила се Исинбајевој као друга жена с прескочених 5 м, срушивши том приликом светски рекорд у дворани.
Исинбајева је 3 пута проглашавана светском атлетичарком године (2004, 2005. и 2008), а још 2 пута Лауреусов спортиста године (2007. и 2009). Такође је добитница и Награде принца Астурије за спорт (2009). Једна је од само 8 атлетичара који су побеђивали на кадетским, јуниорским и сениорским светским првенствима у једној дисциплини (остали су Валери Адамс, Јусејн Болт, Вероника Кембел-Браун, Жак Фрајтаг, Кирани Џејмс, Јана Питмен, Дани Самјуелс и Давид Шторл). Четири пута је изабрана за европску атлетичарку месеца.

## Каријера
Рођена је од мајке Рускиње и оца Табасарана. Од 5. до 15. године тренирала је гимнастику, али на крају је напустила тај спорт јер су је, како је расла, почели сматрати превисоком да би била конкурентна.
Пола године након што се пребацила на скок мотком, у доби од 16 година, дошла је до прве веће победе (резултатом од тачно 4 м). Било је то 1998. на Светским играма младих у Москви. То је за Исинбајеву било тек треће атлетско такмичење у каријери. Исту висину прескочила је и на Светском јуниорском првенству 1998. у француском Ансију, али јој је за медаљу требало још 10 cm.
Поправила је ову висину 1999. на Светском кадетском првенству у пољском Бидгошчу. Прескочила је 4,10 м и освојила своје друго злато.
На Светском јуниорском првенству 2000.. поново је била прва испред Немице Анике Бекер, савладавши висину 4,20 м. Исте године скок мотком за жене дебитовао је на Олимпијским играма у Сиднеy, где је славила Американка Стејси Драгила. Исинбајева тада није успела проћи квалификације за финале. Али 2001. освојила је ново злато, овог пута на Европском јуниорском првенству с висином 4,40 м.
И у 2002. Исинбајева је наставила побољшавати резултате, прескочила је 4,55 м на Европском првенству у Минхену, што јој је донело прву сениорску медаљу с првенстава (сребрну). Злато је однела Светлана Феофанова за 5 cm.

## Први светски рекорди и олимпијско злато
Година 2003. била је још једна година напретка за Исинбајеву. Победила је на Европском првенству за млађе сениоре (У-23) у Бидгошчу прескочивши 4,65 м. Исте године 13. јула, 40 дана након 21. рођендана, поставила је свој први светски рекорд у каријери на митингу у британском Гејтсхеду – 4,82 м, што ју је учинило фавориткињом за освајање златне медаље на Светском првенству наредног месеца. На крају је завршила са бронзом, иза Феофанове и Бекер.
На атлетском митингу у Доњецку у Украјини, фебруара 2004. поставила је нови светски рекорд у дворани савладавши висину 4,83 м, али Феофанова га је већ следеће седмице поправила за 2 cm. Наредног месеца, на Светском првенству дворани у Будимпешти, Исинбајева је освојила злато, поправивши успут светски рекорд за 1 cm и оставивши иза себе Стејси Драгилу (тада актуелну олимпијску победницу) и Феофанову (тада актуелну светску првакињу и на отвореном и у дворани). ИААФ је сва 3 ова рекорда сматрао апсолутним (и на отвореном и у дворани), тако да је нови, заједнички рекорд износио 4,86 м.
Дана 27, јуна Исинбајева је поново учествује у Гејтсхеду, где је још једном поправила светски рекорд за 1 cm. Феофанова је опет одговорила наредне седмице у Хераклиону, срушивши рекорд такође за 1 cm. да би га 25. јула Исинбајева вратила прескочивши 4,89 м у Бирмингему, а 5 дана касније додала је још 1 cm на рекорд у Лондону.
На Олимпијским играма 2004. у Атини дошла је до златне медаље с новим светским рекордом - 4,91 м. Рекорд је трајао до митинга у Бриселу, кад га је опет поправила за 1 cm, што јој је био 8. светски рекорд те године. Због свих ових успеха у сезони 2004. ИААФ ју је прогласио атлетичарком године.

## Светска и европска првакиња
На Европском дворанском првенству 2005. у Мадриду Исинбајева је освојила злато уз нови дворански светски рекорд (4,90 м). У јулу 2005. обарала је светски рекорд 4 пута на 3 митинга. Прво је у Лозани оборила свој рекорд за 1 cm (4,93 м), што јој је био 14. светски рекорд, а дошао је само 3 месеца након што је оборила дворански рекорд (4,89 м) у француском Лијевену, а 11 дана касније у Мадриду додала је још 2 cm и подигла рекорд на 4,95 м. У Лондону 22. јула, након што је поправила рекорд за још 1 cm (на 4,96 м), затражила је да се летвица подигне на 5,00 м. Успела је прескочити и тако постала прва жена у историји која је прешла некад митску границу од 5 м, и то из првог покушаја.
Након што је финале скока с мотком на СП 2005. у Хелсинкију било померено због изузетно лошег времена, Исинбајева је још једном срушила светски рекорд прескочивши 5,01 у другом покушају и оставивши другопласирану 41 cm иза себе, што је највећа разлика икад на СП-у или Олимпијским играма у овој дисциплини. То је већ био 18. светски рекорд у каријери тада 23-годишње Рускиње и њена успешна сезона крунисана је другом узастопном наградом за светску атлетичарку године.
На дворанском митингу 12. фебруара 2006. у Доњецку поправила је светски рекорд на 4,91 м. У марту је одбранила титулу на Светском првенству пред домаћом публиком у Москви. На Европском првенству на отвореном исте године у Гетеборгу такође је освојила злато савладавши 4,80 м, чиме је поставила рекорд европских првенстава. То је била једина златна медаља која јој је дотад недостајала у колекцији. У септембру је победила на Светском купу у Атини, наступајући за Русију.
Сезона 2006. окруњена је Лауреусовом наградом за светског спортисту године.

## Друго светско и олимпијско злато
У Доњецку 10. фебруара 2007. још једном је поправила дворански рекорд прескочивши 4,93 м, што јој је био 20. светски рекорд.
Исте године 8. августа одбранила је титулу светске првакиње на отвореном у Осаки савладавши висину 4,80 м, након чега је покушала поправити рекорд на 5,02 м, али је сва 3 пута рушила летвицу. Њене противнице нису могле више од 4,75 м.
Те године освојила је и џекпот у Златној лиги (који је поделила са Сањом Ричардс) након победа на свим митинзима. У овој сезони остала је непоражена, победивши 18 пута у 18 учешћа.
Током зимске сезоне 2008. поставила је свој 21. светски рекорд у дворани прескочивши 4,95 м у Доњецку 16. фебруара. Идућег месеца трећи пут заредом постала је светска дворанска првакиња на Светском првенству у Валенсији, оставивши иза себе Џенифер Стучински.
На првом такмичењу на отвореном те сезоне 11. јула, на митингу Голден гала у Риму поправила је светски рекорд на 5,03 м. То је био њен први светски рекорд на отвореном након Светског првенства 2005. Изјавила је да је толико пута неуспешно покушавала напасти 5,02 м да јој је тренер рекао да нешто промени, па је тако покушала на 5,03 м. Овај рекорд дошао је баш у тренутку кад се почело шпекулисати о њеном паду с врха ове ранг листи ове дисциплине, а након што је Стучински прескочила 4,92 м на америчким квалификацијама за учешће на Олимпијске игре. Исинбајева је рекла да је то мотивисало да задржи своју репутацију највеће светске скакачице с мотком. Неколико седмица касније, на Лондонском гран прију, Исинбајева и Стучински први су пут скакале једна против друге на отвореном у тој сезони. Исинбајева је победила испред Американке. Обе су покушале напасти 5,04 м. Исинбајева је у свом посљедњем покушају била невероватно близу успјеха – летвица је пала тек кад је Исинбајева пала на доскочиште.
Нови светски рекорд, 23. у каријери, ипак је успела поставити 29. јула на Атлетском митингу у Монаку.
На Олимпијским играма 2008. у Пекингу, 18. августа, за наставак њене олимпијске владавине била су јој довољна само 2 скока. На крају је поново срушила светски рекорд савладавши 5,05 м.
Дана 23. новембра у Монаку изабрана је за светску атлетичарку године трећи пут у каријери, заједно с јамајканским спринтером Јусејном Болтом.

## Пауза и повратак
Сезону 2009. почела је тако што је постала прва жена која је прескочила 5,00 м у дворани. Прво је поправила тада важећи рекорд за 1 cm (на 4,97 м), а затим је подигла летвицу на 5,00 м и прескочила и то. Све се то десило 15. фебруара у Доњецку на митингу Звезде скока мотком. То је била шеста узастопна година у којој је Исинбајева поставила светски рекорд на овом митингу.
На Светском првенству 2009. у Берлину доживела је други пораз те сезоне након што је остала без иједне прескочене висине (први покушај имала је на 4,75 м и рушила, затим је преостала 2 покушаја пренела на 4,80 и такође рушила). Злато је освојила Пољакиња Ана Роговска, која је победила Исинбајеву и на Лондонском Гран прију у мају. Ипак, Исинбајева је на митингу Златне лиге у Цириху поново поправила светски рекорд прескочивши 5,06 м., за који је 2. септембра добила Награду принца Астурије за спорт за 2009. годину. Такође је поново изабрана за Лауреусову спортисткињу године у свету, што јој је била 5. номинација за ову награду у исто толико година.
Надала се да ће неуспех из Берлина оставити иза себе циљајући на рушење светског рекорда на Светском првенству у дворани 2010. Прескочила је почетну висину (4,60 м), али је затим трипут рушила летвицу на 4,75 м и завршила такмичење на 4. месту, оставши без медаље други пут заредом. Након разочарења на другом узастопном већем првенству одлучила је направити паузу и привремено се повући из спорта како би се опоравила, рекавши: "Пауза од такмичења апсолутно ми је потребна. Након више од 8 година врло напорног тренирања и такмичења на највишем нивоу и на отвореном и у дворани треба да застанем како би се моје тело адекватно опоравило.
Пропустила је прилику да одбрани титулу на Европском првенству 2010, па је злато отишло Феофановој, док је Фабиана Мурер из Бразила победила у укупном пласману прве сезоне Дијамантске лиге. Током паузе Исинбајева је наставила тренирати с Виталијем Петровим, али се на такмичењима није појављивала све до почетка дворанске сезоне 2011. Вратила се на митингу "Руска зима" у фебруару и демонстрирала повратак у форму прескочивши 4,81 м из првог покушаја, уверљиво победивши Феофанову.
У марту је прекинула сарадњу с Петровом и вратила се свом пријашњем тренеру, Јевгенију Трофимовом, који ју је тренирао од њене 15. године до 2005. Током летње сезоне 2011. учествовала је на тек неколико митинга, победивши на Атлетском митингу ДН Галан Дијамантске лиге у Стокхолму 29. јула и постигавши најбољи резултат сезоне: 4,76 м. Међутим, на Светском првенству 2011. у Тегуу опет је остала без медаље, завршивши на 6. месту.
Сезону 2012. почела је у родном Волгограду, где је прескочила 4,70 м. На Олимпијским играма 2012. с лакоћом се пласирала у финале и на крају освојила бронзану медаљу, такође с висином 4,70 м. Ову бронзу сматрала је успехом иако је споменула да би се волела повући као актуелна олимпијска победница. Током Игара у Лондону изазвала је изненађење, кад је пренесено да је за руску телевизију рекла како људи у Лондону нису заинтересовани за Игре и да многи Лондонци нису чак били ни свесни да се оне одржавају у њиховом граду.
Кад је шведска скакачица у вис Ема Грен Трегаро, која подржава права ЛГБТ-особа, лакирала своје нокте у дугине боје током Светског првенства у Москви 2013. у знак протеста против недавне забране хомосексуалне „пропаганде“ у Русији Исинбајева је на конференцији за новинаре осудила тај њен потез, што је изазвало изразе запрепаштења (укључујући ту и њене колеге спортисте из других земаља). Након што је то светска штампа пренела, па је Исинбајева накнадно дала објашњење својих ставова.
Године 2016. на руском првенству поставила је тада најбољи светски резултат сезоне прескочивши 4,90 м, након што је објављена забрана учешћа руским атлетичарима на Олимпијским играма у Рио де Жанеиру. Ова забрана онемогућила јој је учешће ма Олимпијским играма, али су је колеге спортисти свеједно изабрали у Мокову атлетску комисију на осмогодишњи мандат. Исинбајева је након овога објавила повлачења из атлетике. Скон штио је Суд за спортску арбитражу одбио жалбу руских атлетичара написала је: „Нека сви ти псеудочисти страни атлетичари одахну и освоје њихове псеудозлатне медаље у нашој одсутности. Они су се увек бојали снаге." Позвала је на то да Јулија Степанова добије "доживотну забрану".
У децембру 2016. Исинбајева је постала председница Надзорног одбора руске антидопинг агенције.

## Разлози успеха
Поставивши 28 светских рекорда (15 на отвореном и 13 у дворани), оставши практично непоражена од 2004. до 2009. (освојивши 9 узастопних златних медаља на првенствима на отвореном и у дворани), те с наградом за ИААФ атлетичарку године 2004, 2005. и 2008, Исинбајева се успоставила као једна од најуспешнијих атлетичарки своје генерације.
У августу 2005. водећи британски тренер за скок мотком Стив Рипон рекао је за Би-Би-Си да је „она једна од тек неколико скакачица с мотком за коју мислим да јој је техника једнако добра као код мушкараца кад је гледам. У ствари, други дeо њеног скока вероватно је бољи него код било којег скакача који се тренутно такмичи. Исинбајева има фантастичну технику, прилично је висока и изузетно добро трчи."
Ове изјаве потврђују се пажљивим посматрањем њених скокова; детаљније, њен висок ниво контроле тела (који има захваљујући гимнастичкој позадини) нарочито се исплаћује у тзв. "L-фази", кад је од кључне важности да се искористи трзај мотке како би се хоризонтална брзина претворила у висину. Честе грешке су да вас мотка својим трзајем избаци под углом (уместо вертикално нагоре) или немогућност држања удова укоченима, а обоје резултира губитком вертикалне брзине, а тиме и мањом висином. У случају Исинбајеве њена L-фаза је примерена.

## Зарада и спонзорства
Исинбајева је једна од ретких особа које се баве атлетиком (заједно с Јусејном Болтом) која има врло уносне спонзорске уговоре. Под уговором је с Тојотом, а потписала је уговор и с кинеским произвођачем спортске опреме Ли Нингом (претходно је носила Адидасову спортску опрему), по којем добија 1,5 милион долара годишње, односно 7,5 милиона за 5 година.
Појављује се у рекламама за Тошибу промовишући читаву њену производну линију у Русији. Такође се појављује у реклами за дезодоранс Lady Speed Stick.
Године 2007. поделила је једномилионски џекпот Златне лиге са Сањом Ричардс. Две године касније десила се иста ствар, само што им се тада придружио и Кенениса Бекеле. Исте године победила је и на Светском атлетском финалу, за што је добила 30.000 долара.
Она је и једна од атлетичарки за чији су наступ организатори митинга требало да издвоје највише: по митингу је добијала 50.000 €, уз још 11.000 € премије за победу. У циљу остваривања веће зараде светске рекорде рушила је центиметар по центиметар (као што је својевремено радио и Сергеј Бубка), прекршивши то „правило” само 3 пута досад.

## Лични живот
Њен отац, Гаџи Гаџијевич Исинбајев, по струци је водоинсталатер и припадник мање етничке групе Табасарана (има их око 200.000) која живи углавном у Дагестану. Мајка јој је Рускиња, а по занимању је продавачица. Има млађу сестру Ину. Исинбајева потиче из скромне породице и сећа се како су њени родитељи морали поднети доста финансијских жртава у почецима њене каријере.
Након што је дипломирала на Волгоградској државној академији за физичку културу завршила је и мастер студије. Тренутно је ту на постдипломским студијама, а студира и на Националном техничком универзитету у Доњецку.
У руским клупским такмичењима представља жељезнички војни тим; формално је официр Руске армије и 4. августа 2005. додељен јој је чин старијег поручника, a 3 године касније је промовисана у чин капатана.
У Цириху 2. децембра 2010. одржала је говор пред делегатима ФИФА. Нешто касније тог дана објављено је да ће Русија бити домаћин Светског првенства у фудбалу 2018.
Чланица је клуба "Шампиони за мир", групе од 54 славна спортиста који пропагирају мир у свету кроз спорт. Групу је формирала међународна организација "Peace and Sport" (Мир и спорт), чије је седиште у Монаку.
Дана 15. августа 2013. изазвала је контроверзе подржавши закон који забрањује "хомосексуалну пропаганду" у Русији, који је добио оштре критике међународне заједнице и подстакао активисте да траже бојкот Зимских олимпијских игара 2014. у Сочију. Исинбајева је била амбасадорка ових Игара и поздрављала је спортисте као „градоначелница” олимпијског села. Касније је дала изјаву преко ИААФ појашњавајући своје ставове. Рекла је да је против дискриминације хомосексуалних особа на темељу њихове сексуалности (што је против Олимпијске повеље).
Исинбајева је, тада већ у другом стању, 7. фебруара 2014. била један од последњих носилаца олимпијске бакље на церемонији отварања Зимских олимпијских игра 2014. Исте године 28. јуна родила је кћер Еву., a недуго пре тога удала се за Евиног оца, руског бацача копља Никиту Пјетинова. Свадба је организована накнадно 12. децембра 2014. На конференцији за новинаре 12. фебруара 2015. објавила је повратак у атлетику.

## Развој светских рекорда Јелене Исинбајеве
Исинбајева је поставила 17 светских рекорда на отвореном и 13 у дворани. Неколико њених светских рекорда у дворани ратификовани су као апсолутни светски рекорди.
| Резултат (м) | Место      | Датум        |
| ------------ | ---------- | ------------ |
| 4,82         | Гејтсхед   | 14. 7. 2003. |
| 4,83д        | Доњецк     | 15. 2. 2004. |
| 4,86д        | Будимпешта | 6. 3. 2004.  |
| 4,87         | Гејтсхед   | 27. 6. 2004. |
| 4,89         | Бирмингем  | 25. 7. 2004. |
| 4,90         | Лондон     | 30. 7. 2004. |
| 4,91         | Атина      | 24. 8. 2004. |
| 4,92         | Брисел     | 3. 9. 2004.  |
| 4,93         | Лозана     | 5. 7. 2005.  |
| 4,95         | Мадрид     | 16. 7. 2005. |
| 4,96         | Лондон     | 22. 7. 2005. |
| 5,00         | Лондон     | 22. 7. 2005. |
| 5,01         | Хелсинки   | 12. 8. 2005. |
| 5,03         | Рим        | 11. 7. 2008. |
| 5,04         | Монако     | 29. 7. 2008. |
| 5,05         | Пекинг     | 18. 8. 2008. |
| 5,06         | Цирих      | 28. 8. 2009. |

| Резултат (м) | Место      | Датум        |
| ------------ | ---------- | ------------ |
| 4,81         | Доњецк     | 15. 2. 2004. |
| 4,83         | Доњецк     | 15. 2. 2004. |
| 4,86         | Будимпешта | 6. 3. 2004.  |
| 4,87         | Доњецк     | 12. 2. 2005. |
| 4,88         | Бирмингем  | 15. 2. 2005. |
| 4,89         | Лијевен    | 18. 2. 2005. |
| 4,90         | Доњецк     | 26. 2. 2005. |
| 4,91         | Доњецк     | 6. 3. 2005.  |
| 4,93         | Доњецк     | 12. 2. 2006. |
| 4,95         | Доњецк     | 10. 2. 2007. |
| 4,97         | Доњецк     | 16. 2. 2008. |
| 5,00         | Доњецк     | 15. 2. 2009. |
| 5,01         | Стокхолм   | 23. 2. 2012. |

## Рекорди које је поставила
Ово је списак свих рекорда светских и европских првенстава и других такмичења, у разним категоријама, које је Исинбајева поставила у својој каријери.
 (Подебљани  рекорди су важећи и данас 1. септембра 2015.)
| Категорија рекорда                                  | Резултат | Место                   | Датум             |
| --------------------------------------------------- | -------- | ----------------------- | ----------------- |
| Светски рекорди за кадете                           | 4,10 м   | Бидгошч, Пољска         | 18. јул 1999.     |
| Рекорди светских првенстава за јуниоре              | 4,20 м   | Сантијаго де Чиле, Чиле | 8. октобар 2000.  |
| Рекорди европских првенстава за јуниоре             | 4,40 м   | Гросето, Италија        | 21. јул. 2001.    |
| Светски јуниорски рекорди                           | 4,46 м   | Берлин, Немачка         | 2. август 2001.   |
| Светски јуниорски рекорди                           | 4,47 м   | Будимпешта, Мађарска    | 10. 2. 2001.      |
| Рекорди европских првенства за млађе сениоре        | 4,65 м   | Бидгошч, Пољска         | 19. јул 2003.     |
| Олимпијски рекорд                                   | 4,91 м   | Атина, Грчка            | 24. август 2004.  |
| Олимпијски рекорд                                   | 5,05 м   | Пекинг, Кина            | 18. август. 2008. |
| Рекорди светских првенстава у атлетици у дворани    | 4,86 м   | Будимпешта, Мађарска    | 6. март. 2004.    |
| Рекорди светских првенстава у атлетици на отвореном | 5,01 м   | Хелсинки, Финска        | 12. август 2005.  |
| Рекорди европских првенства у атлетици на отвореном | 4,90 м   | Мадрид, Шпанија         | 6. март. 2005.    |
| Рекорди европских првенства у атлетици у дворани    | 4,80 м   | Гетеборг, Шведска       | 12. август 2006.  |
| Светски атлетски рекорди у дворани                  | 5,01 м   | Стокхолм, Шведска       | 23. 2. 2012.      |
| Светски рекорд                                      | 5,06 м   | Цирих, Швајцарска       | 28. август 2009.  |
| Златна лига                                         | 5,06 м   | Цирих, Швајцарска       | 28. август 2009.  |